# فاي ويلدون
فاي ويلدون (بالإنجليزية: Fay Weldon)‏ (22 سبتمبر 1931 في المملكة المتحدة)؛ كاتِبة، سيناريست وروائية بريطانية. درست في جامعة سانت أندروز.

## روابط خارجية
- فاي ويلدون على موقع IMDb (الإنجليزية)
- فاي ويلدون على موقع الموسوعة البريطانية (الإنجليزية)
- فاي ويلدون على موقع مونزينجر (الألمانية)
- فاي ويلدون على موقع ميوزك برينز (الإنجليزية)
- فاي ويلدون على موقع إن إن دي بي (الإنجليزية)
- فاي ويلدون على موقع قاعدة بيانات الفيلم (الإنجليزية)